# Antoni Szwojnicki

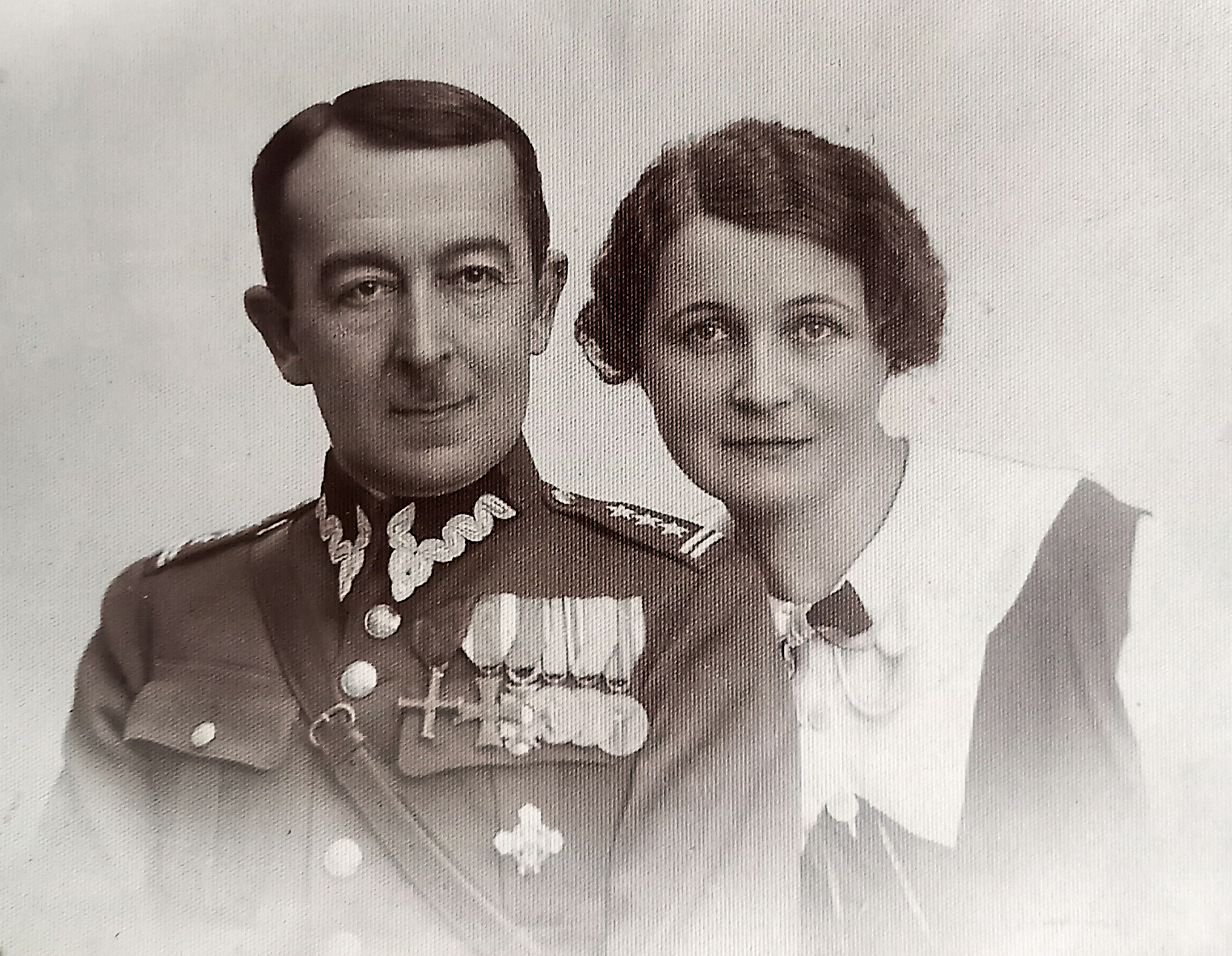
Antoni Szwojnicki z żoną Zofią Milińską-Szwojnicką, ok. 1932.

Antoni Szwojnicki (ur. 3 maja 1881 w Warszawie, zm. wiosną 1940 w Charkowie) – pułkownik lekarz Wojska Polskiego, działacz niepodległościowy, doktor wszech nauk lekarskich, pediatra, ofiara zbrodni katyńskiej.

## Życiorys
Syn Antoniego i Marii z Rogowskich urodzony 3 maja 1881 w Warszawie. W 1908 na Wydziale Lekarskim Cesarskiego Uniwersytetu Moskiewskiego uzyskał dyplom lekarza. Był lekarzem 16 Pułku Strzelców Polskich. Walczył w bitwie pod Kaniowem.
27 listopada 1918 został przydzielony do Szkoły Żandarmerii Wojskowej w Warszawie na stanowisko naczelnego lekarza. Od 20 maja 1919 podczas wojny z bolszewikami był komendantem szpitala polowego nr 301. 6 sierpnia 1920 został naczelnym lekarzem 201 pułku piechoty. Od 16 października do 16 grudnia tego roku pełnił obowiązki szefa sanitarnego Dywizji Ochotniczej, a następnie pozostawał bez funkcji w Szpitalu Ujazdowskim w Warszawie.
Po zakończeniu wojny został zweryfikowany w stopniu podpułkownika ze starszeństwem z 1 czerwca 1919 i 63. lokatą w korpusie oficerów sanitarnych, grupa lekarzy. Od 1921 zajmował stanowisko starszego lekarza 21 Warszawskiego Pułku Piechoty „Dzieci Warszawy”, pozostając na ewidencji 1 Batalionu Sanitarnego. Wiosną 1928 został przeniesiony z Departamentu Sanitarnego Ministerstwa Spraw Wojskowych do Komendy Placu Warszawa, gdzie zastąpił płk. Marcjana Zienkiewicza na stanowisku naczelnego lekarza garnizonu. W czerwcu 1930 powierzono mu pełnienie obowiązków komendanta Szpitala Szkolnego Centrum Wyszkolenia Sanitarnego w Warszawie. Później został zatwierdzony na tym stanowisku. 2 grudnia 1930 Prezydent Rzeczypospolitej Ignacy Mościcki nadał mu stopień pułkownika ze starszeństwem z 1 stycznia 1931 i 2. lokatą w korpusie oficerów sanitarnych, w grupie lekarzy. Jednocześnie zezwolił mu na nałożenie oznak nowego stopnia przed 1 stycznia 1931. W grudniu 1932 został przeniesiony do Korpusu Ochrony Pogranicza na stanowisko szefa sanitarnego. Z dniem 30 czerwca 1934 został przeniesiony w stan spoczynku. Jako oficer stanu spoczynku został przydzielony pod względem ewidencyjnym do Kadry Zapasowej 1 Szpitala Okręgowego w Warszawie. Mieszkał w Warszawie przy ul. Wilczej 22, gdzie praktykował jako lekarz pediatra.
W czasie kampanii wrześniowej 1939 dostał się do niewoli sowieckiej i został osadzony w Starobielsku. Wiosną 1940 został zamordowany przez funkcjonariuszy NKWD w Charkowie i pogrzebany w Piatichatkach, gdzie od 17 czerwca 2000 mieści się oficjalnie Cmentarz Ofiar Totalitaryzmu w Charkowie.
Postanowieniem nr 112-48-07 Prezydenta Rzeczypospolitej Polskiej Lecha Kaczyńskiego z 5 października 2007 został awansowany pośmiertnie na stopień generała brygady. Awans został ogłoszony 9 listopada 2007 w Warszawie, w trakcie uroczystości „Katyń Pamiętamy – Uczcijmy Pamięć Bohaterów”.
Był żonaty z dr Zofią Milińską-Szwojnicką, lekarką w stopniu podporucznika, epidemiolożką i bakteriolożką.

## Ordery i odznaczenia
- Krzyż Niepodległości – 20 lipca 1932 „za pracę w dziele odzyskania niepodległości”[22]
- Krzyż Walecznych – 1921[23][5]
- Złoty Krzyż Zasługi – 16 marca 1928 „za zasługi na polu wyszkolenia wojska”[24]
- Medal Pamiątkowy za Wojnę 1918–1921[25]
- Medal Dziesięciolecia Odzyskanej Niepodległości[25]
- Medal Zwycięstwa[25]